# Педан, Галина Алексеевна
Галина Алексеевна Педан (род. 29 мая 1983 года) — киргизская легкоатлетка.

## Карьера
Воспитанница бишкекского спорта. Участница двух Олимпиад. На Олимпиаде 2004 года участвовала в предварительном забеге, где стала 31-й. Через четыре года на Олимпиаде 2008 года стала 27-й, также остановившись в предварительном раунде.
Хороших результатов Галина добилась на континентальном уровне, став бронзовым призёром чемпионата  Азии 2007 года, а за 5 лет до того серебряным призёром юниорского чемпионата Азии.
Удостоена звания мастер спорта Киргизской Республики международного класса.

## Результаты
| Год        | Соревнование                 | Место проведения | Место      | Дисциплина        | Результат |
| Кыргызстан | Кыргызстан                   | Кыргызстан       | Кыргызстан | Кыргызстан        |           |
| ---------- | ---------------------------- | ---------------- | ---------- | ----------------- | --------- |
| 2002       | Чемпионат Азии среди юниоров | Бангкок          | 2          | 400 м с барьерами | 60.52 с   |
| 2004       | Олимпийские игры             | Афины            | 31         | 400 м с барьерами | 59.02 с   |
| 2005       | Чемпионат Азии               | Инчхон           | 8          | 400 м с барьерами | 59.05 с   |
| 2006       | Азиатские игры               | Доха             | 5          | 400 м с барьерами | 58.12 с   |
| 2007       | Чемпионат Азии               | Амман            | 3          | 400 м с барьерами | 59.13 с   |
| 2008       | Чемпионат Азии в помещении   | Доха             | 6          | 400 м             | 57.02 с   |
| 2008       | Олимпийские игры             | Пекин            | 27         | 400 м с барьерами | 60.31 с   |